# فضل‌الله صلواتی
فضل‌الله صلواتی (زاده ۱۳۱۷، اصفهان) نویسنده، پژوهشگر و از نیروهای ملی-مذهبی و زندانی سیاسی دوران پهلوی دوم، نماینده دوره اول مجلس شورای اسلامی، استاد دانشگاه و تحلیل‌گر مسائل سیاسی است. او در سال های منتهی به انقلاب اسلامی به جرم فعالیت های سیاسی توسط ساواک دستگیر و زندانی شد. پس از آن، چهار سال به یزد تبعید شد. صلواتی در آنجا از مشاوران آیت الله صدوقی بود. وی از سال ۱۳۶۶ هفته نامه‌ای به نام نوید اصفهان را منتشر می‌کرد که در سال ۱۳۷۷ توقیف شد. وی دارای دکترا در ادبیات عرب و داماد محمدتقی جعفری و استاد دانشگاه اصفهان است. وی از سال ۱۳۷۹ ریاست انجمن صنفی روزنامه‌نگاران ایران شاخه اصفهان را بر عهده دارد. وی فرزند  شیخ حیدرعلی صلواتی و نیز پسر عموی محمود صلواتی است
تالیفات:
«تحلیلی از زندگانی و دوران امام رضا(ع)
«تحلیلی از زندگانی و دوران امام محمد باقر(ع)  - (نشر صمدیه - تهران - زمستان 1398)
تحلیلی از زندگانی و دوران امام محمدتقی(ع) (چاپ سوم)، (انتشارات مؤسسه اطلاعات)
مجموعه مقالات کنگرۀ بزرگداشت اصفهان، (انتشارات مؤسسۀ اطلاعات)
تفاسیر و مفسران شیعه،  (انتشارات مؤسسه اطلاعات)
سقوط شاه و پیروزی انقلاب اسلامی،(انتشارات مؤسسه اطلاعات)
سیاهکاریهای  بنی‌امیه (چاپ دوم)، انتشارات صمدیّه
گذری به چین،(انتشارات فرهنگ مردم)
نوای آزادی (شعر(انتشارات بدر اصفهان)
بهار آزادی (شعر)(انتشارات بدر اصفهان)